# Хан, Чака
Иветт Мэри Стивенс (англ. Yvette Marie Stevens; род. 23 марта 1953, Чикаго, Иллинойс), более известная как Чака Хан (англ. Chaka Khan) — американская вокалистка, автор текстов.

## Биография
Чака Хан дебютировала в 1965 году, когда без особого успеха пела с разными чикагским клубными исполнителями, такими как The Crystalettes, The Shades Of Black, Lock & Chain, Lyfe и Baby Huer & The Babysittes, a также работала в местном театре «Afro-Arts».
В 1972 году она присоединилась к группе Ask Rufus, сформированной бывшими участниками American Breed, где сменила вокалистку Полетт Макуилльямс. С новой певицей группа сократила название до Rufus и начала успешную карьеру, не в последнюю очередь благодаря привлекательному вокалу Хан.
Со временем Чака Хан все больше стала выделяться среди других участников Rufus и поэтому в 1978 году решила начать сольную деятельность (к совместной работе с Rufus она возвращалась в 1979, 1981 и 1989 годах). Её сингл «I’m Every Woman» взлетел на вершину американского ритм-энд-блюзового чарта, а следующие записи «What Cha 'Gonna Do for Me» (1981) и «Got to Be There» лишь закрепили позиции певицы на американском музыкальном рынке. Записанный в 1984 году сингл «I Feel for You» не только достиг второго места в общенациональном американском хит-параде, но и возглавил соответствующий британский чарт. Одноимённый альбом стал «платиновым» и принес Чаке Хан награду «Грэмми» в категории «Лучшая ритм-энд-блюзовая певица». К успеху этой работы были причастны такие выдающиеся фигуры как Принс, Стиви Уандер и Грандмастер Мэлли Мел. В дальнейшем Чака Хан продолжила свою сольную деятельность, участвуя в записях таких исполнителей, как Стив Уинвуд («Higher Love»), Дэвид Боуи («Underground»), Куинси Джонс и Рэй Чарльз («I’ll Be Good To You»), а также Джони Митчелл, Рай Кудер и Ленни Байт. В 1985 году она вернулась в британский Тор 20 с песнями «This Is My Night» и «Eye To Eye», а через четыре года её ремикс «I’m Every Woman» попал в британский Тор-10.
5 августа 2012 года Чака Хан должна была впервые выступить в России с единственным сольным концертом. Однако выступление в концертном зале СЕВЕР СК Олимпийский было отменено.
В июле 2016 года певица отменила свой летний тур и легла в наркологическую клинику лечиться от опиоидной зависимости.

## Дискография
Сольные альбомы
- 1979: Chaka
- 1980: Naughty
- 1981: What Cha’ Gonna Do for Me
- 1982: Chaka Khan
- 1984: I Feel for You
- 1986: Destiny
- 1988: C.K.
- 1989: Life Is A Dance — The Remix Project
- 1992: Woman I Am
- 1995: Dare You To Love Me (невиданий)
- 1996: Epiphamy — The Best Of Chaka Khan. Volume 1.
- 1998: Come 2 My House
- 2004: ClassiKhan
- 2007: Funk This
- 2019: Hello Happiness

## Источник
- Чака Хан в музыкальной энциклопедии All Music Guide.